# 293

## Събития

### Според мястото

#### Римска империя
- 1 март – Диоклециан и Максимиан назначават Констанций Хлор и Галерий за цезари. Това се смята за началото на тетрархията.
- Констанций Хлор възвръща северната рейнска граница, след като побеждава франките. Франките продължават да живеят на север, защото римското население е избягало.
- Констанций Хлор превзема северна Галия от узурпатора Караузий, който държи контрола над Британия
- Алект убива Караузий и узурпира властта в Британия.

#### Азия
- Сасанидският шах Бахрам III наследява Бахрам II.
- Сасанидският шах Нарзех наследява Бахрам III.
- Туоба Фу наследява Туоба Чуо като вожд на китайския клан Туоба.

### Според темата

#### Религия
- Проб наследява Руфин като Патриарх на Константинопол

## Починали
- Туоба Чуо, вожд на китайското племе Туоба
- Караузий, узурпатор в северна Галия и Британия